# Lakkenahalli, Tumkur
Lakkenahalli là một làng thuộc tehsil Tumkur, huyện Tumkur, bang Karnataka, Ấn Độ.